# Robin Littig
Robin Littig (* 31. März 2003 in Bayreuth) ist ein deutscher Fußballspieler.

## Karriere
Littig begann seine Karriere bei der SpVgg Bayreuth. Zur Saison 2015/16 wechselte er zum 1. FC Nürnberg. Zur Saison 2018/19 wechselte er in die Jugend des VfB Stuttgart. Im Februar 2022 debütierte er für die Reserve der Stuttgarter in der Regionalliga Südwest. Bis zum Ende der Saison 2021/22 lief er zweimal für Stuttgart II auf. Zur Saison 2022/23 wechselte er zur Reserve der SpVgg Greuther Fürth. Für Fürth II kam er in zwei Saisonen zu 62 Einsätzen in der bayrischen Regionalliga.
Zur Saison 2024/25 schloss Littig sich dem Drittligisten SpVgg Unterhaching an. Bei Unterhaching gab er im Dezember 2024 gegen die Reserve von Hannover 96 sein Profidebüt in der 3. Liga. Bis Saisonende absolvierte er elf Drittligapartien, Unterhaching stieg aber als Tabellenletzter ab. Littig wechselte daraufhin zur Saison 2025/26 zum österreichischen Zweitligisten Kapfenberger SV.